# 太田賢司
太田 賢司（おおた けんじ）は、元文化工房取締役。前職はテレビ朝日編成制作局映画センター・アニメ担当副センター長兼番組チーフプロデューサー。数々のテレビアニメ・特撮のプロデューサーを担当してきた。

## 人物
千葉大学卒業。1974年、テレビ朝日に入社。ワイドショーを担当した後、子供番組のプロデューサーを務める。ワイドショーで人間の過激な部分を見てきた経験から、子供番組では楽しく夢を感じてもらえることを意識していたという。
低視聴率であった『クレヨンしんちゃん』を「中身を変えないでいこう」とGOサインを出し、ヒット番組に成長させた功労者で、監督の本郷みつる、原恵一から慕われている。同番組のキャッチコピー「嵐を呼ぶ園児」は、太田が即興で考え出したものである。また、『クレヨンしんちゃん』と『美少女戦士セーラームーン』のコラボレーションの仕掛人でもある。
2007年から子会社の文化工房へ出向。

## 参加作品

### テレビアニメ
- クレヨンしんちゃん （プロデューサー、チーフプロデューサー）※一時期降板し復帰するも、2007年7月に再び降板。
- 南国少年パプワくん （プロデューサー）
- ボボボーボ・ボーボボ （プロデューサー（7回まで）※後に企画も担当）
- 魔法使いサリー （プロデューサー）
- あたしンち （企画（149回 - 239回））
- 平成イヌ物語バウ （プロデューサー）
- きんぎょ注意報! （企画）
- キューティーハニーF（プロデューサー）
- 勝負師伝説 哲也 （チーフプロデューサー）
- ののちゃん （プロデューサー）
- もーれつア太郎（プロデューサー）
- 美少女戦士セーラームーンシリーズ （プロデューサー）
- ドラえもん［大山ドラ時代］ （プロデューサー）
- ガンパレード・オーケストラ （プロデューサー）
- IGPX （プロデューサー）
- プリンセス・プリンセス （プロデューサー）
- 貧乏姉妹物語 （プロデューサー）
- すもももももも 地上最強のヨメ （プロデューサー）
- ZOMBIE-LOAN （プロデューサー）

### 特撮
- 激走戦隊カーレンジャー （プロデューサー、第41話から）
- 電磁戦隊メガレンジャー （プロデューサー）
- 星獣戦隊ギンガマン （プロデューサー）
- 救急戦隊ゴーゴーファイブ （プロデューサー）
- 百獣戦隊ガオレンジャー （プロデューサー）